# Les Troyennes (Sénèque)

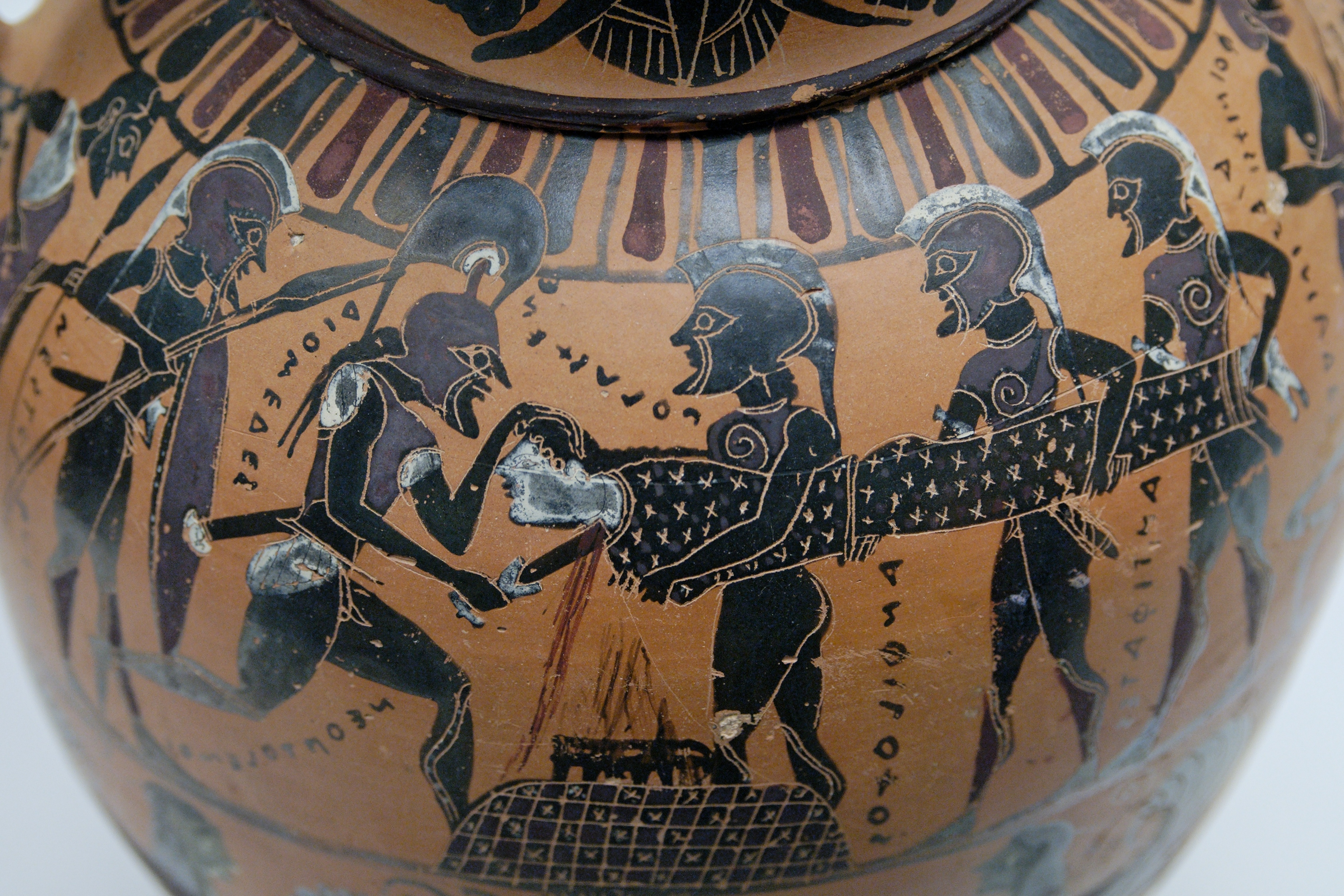
Pyrrhus immole Polyxène aux Mânes de son père Achille. Amphore à figures noires. VIe siècle av. J.-C.

Les Troyennes est l'une des dix tragédies romaines conservées de l'auteur romain Sénèque. Appartenant au genre de la fabula cothurnata, elle a été écrite après 43, mais beaucoup[Qui ?] doutent qu’on puisse vraiment l’attribuer à Sénèque : l’intention philosophique de certaines scènes, où l’auteur nie l’immortalité de l’âme et l’existence de l’au-delà, est déroutante. L’intrigue mêle des éléments empruntés aux Troyennes et à l’Hécube d'Euripide.

## Thème
Dans les affres de l’après-guerre, même un cérémonial de deuil peut mal tourner… « Liturgie funèbre », Les Troyennes est une tragédie du destin, celui des femmes troyennes vaincues attendant de savoir ce que leur réserve leur tirage au sort, celui d’Astyanax, le fils d'Hector et d'Andromaque, précipité d’une très haute tour, celui de Polyxène, la dernière fille d'Hécube, immolée aux Mânes d’Achille. Le sort de la « Rome mythologique » qu’est Troie ne pouvait qu’émouvoir profondément les Romains qui se voyaient en descendants des Troyens.
Sénèque choisit en particulier le meurtre d’enfants innocents, accompli par la volonté des dieux. Agamemnon d’abord refuse d’accomplir cette volonté et Ulysse précise à Andromaque que ce n’est pas lui mais Calchas qui a demandé la mort d’Astyanax. Pour les contemporains de Néron n’était-ce pas une allusion au tragique destin de Britannicus et d’Octavie ?[réf. souhaitée]

## Structure
Dans la « Collection des Auteurs latins », la pièce est analysée comme suit :
- Acte I : vv. 1-163
- Acte II : vv. 164-409
- Acte III : vv. 410-861
- Acte IV : vv. 862-1056
- Acte V : vv. 1057-1180

Mais les tragédies avaient une autre structure pour le spectateur dans l’Antiquité. Les 1180 vers des Troyennes s’analyseront mieux ainsi :
- Prologue parlé : vv. 1-66 (Hécube)
- Chant du chœur I : vv. 67-163 (Hécube, Chœur)
- Épisode I parlé : vv. 164-203 (Talthybius, Chœur), 204-371 (Pyrrhus, Agamemnon, Calchas)
- Chant du chœur II : vv. 372-409
- Épisode II parlé : vv. 410-736 (Andromaque, Vieillard, Ulysse), 737-814 (Ulysse, Andromaque, Astyanax)
- Chant du chœur III : vv. 815-861
- Épisode III parlé : vv. 862-1009 (Hélène, Andromaque, Hécube, Polyxène)
- Chant du chœur IV : vv. 1010-1056
- Épisode IV parlé : vv. 1057-1180 (Messager, Hécube, Andromaque)

## Personnages
Le chœur est composé de Troyennes ou, plus précisément, de captives troyennes (en fait, Hécube et ses suivantes).
Les personnages parlants de la tragédie sont :
Troyens
- Hécube, à bien des égards le personnage principal : elle dirige le chœur, elle prononce un grand nombre de vers...
- Andromaque, sa belle-fille
- Astyanax, son petit-fils (qui ne dit qu’un hémistiche[6])

Grecs
- Agamemnon
- Talthybius, son héraut
- Hélène, sa belle-sœur
- Pyrrhus, fils d’Achille
- Ulysse
- Calchas, devin
- Un vieillard
- Un messager (parfois traduit par « un envoyé »)

Les personnages muets de la pièce sont Polyxène, seule nommée, et des soldats grecs.

## Considérations sur le lieu
L’action prend d’abord place dans le camp troyen (acte I), puis bascule chez les Grecs entre mer et ville (acte II), où prend place l’altercatio entre Agamemnon et Pyrrhus, avant de revenir définitivement dans le campement troyen, à côté du tombeau d’Hector, non mentionné jusqu’alors. Si le récit de la mort de Polyxène reporte le spectateur du côté des Grecs, sur le tombeau d’Achille, la mise à mort d’Astyanax se fait du haut de la dernière tour de Troie. Ce va-et-vient répond à un enjeu dramatique : toute l’action de la pièce est suspendue au départ de la Troade), alors que la flotte des Grecs est retenue sur les rivages. Et c’est justement pour que les vents deviennent favorables qu’il faut sacrifier des victimes… L’espace contribue de plus au thème du double, omniprésent dans cette tragédie : comparaison du sort des vainqueurs et des Troyennes qui doivent les accompagner, parallèle entre Astyanax et Polyxène (voire entre Hélène et Andromaque).

## Résumé
Après la ruine de Troie, les Grecs voulaient retourner dans leur patrie mais sont arrêtés par des vents contraires. Les Grecs comme les Troyens croyaient que l’horreur avait atteint son comble. Mais il n’en est rien.
(Prologue) La pièce s’ouvre sur les lamentations d’Hécube, qui pleure la défaite de Troie et la mort de son époux, Priam. 
(Chant du chœur I) Le Chœur des captives troyennes pleure rituellement ses morts (Hector et puis Priam) sous la conduite d'Hécube, en des lamentations amœbées. Priam est-il heureux de n’avoir pas assisté à la ruine de sa cité et de voir Hector, aux Champs Élysées !
(Épisode I) Le héraut Talthybius survient, annonçant que l’ombre d’Achille est apparue aux Grecs durant la nuit, exigeant que Polyxène, qui lui avait été fiancée et qui avait servi de prétexte pour l'assassiner, soit immolée sur son tombeau comme victoire expiatoire, pour que les vents soient favorables au retour de la flotte grecque en sa patrie.  Agamemnon, épris de cette jeune princesse, ne souffre pas qu'on la sacrifie. Une dispute s'élève à ce sujet entre lui et Pyrrhus, qui veut venger son père. Calchas, consulté, répond que le sacrifice de Polyxène est indispensable, et, surcroît d’horreur, qu'il faut en même temps faire mourir Astyanax. Pâris, le frère de Polyxène, avait en effet tué Achille : le sacrifice qu’il réclame est un acte de vengeance.
(Chant du chœur II) Le Chœur ne laisse guère d’espoir, en affirmant qu’il n’est plus rien après la mort, l’âme périssant avec le corps : « Tempus nos auidum deuorat, et chaos. », « Nous disparaissons dans les abîmes du temps et du chaos. »
(Épisode II) Deux victimes sont donc désignées et Andromaque, avertie du péril par Hector en songe, cache son fils dans la sépulture de son père, devant un Vieillard semble-t-il ami mais dont l’apparition est très conventionnelle. Sur ce arrive Ulysse, qui parvient à éventer les ruses de l’infortunée, qui lui dit ignorer le sort de son fils. Ulysse la contraint, inflexibles aux larmes d’une mère, à lui livrer le jeune prince. Ne menaçait-il pas de raser le tombeau d’Hector pour comble de malheurs, si la mère refusait de donner son fils ? Ulysse emporte l’enfant.
(Chant du chœur III) Le Chœur redoute les incertitudes de l’exil et déplore cette fois le sort d’Hécube.
(Épisode III) Sur la scène, au milieu des fumées d'incendie, s'élève, énorme, doré, dernier monument de la richesse troyenne, le tombeau d'Hector. Polyxène est vêtue et parée comme pour la cérémonie d'un mariage que lui annonce faussement Hélène, qui annonce aux captives, Andromaque et Hécube, leurs futurs maîtres (respectivement Pyrrhus et Ulysse). Arrive Pyrrhus, que défie la furieuse Hécube.
(Chant du chœur IV) Les membres du Chœur, à l’instant d’être séparés par la distribution du butin de guerre, chantent et regrettent déjà le réconfort qu’ils trouvaient à être ensemble face aux malheurs.
(Épisode IV) Le Messager raconte comment Astyanax dut se précipiter du haut des Portes Scées, puis aussitôt comment Polyxène a été conduite par Hélène au tombeau d'Achille, et immolée par Pyrrhus. Les Grecs doivent déjà repartir.

## Phrases célèbres
Voici quatre extraits de la traduction de la « Collection Panckoucke » déjà citée :
- « Quo plura possis, plura patienter feras. » « La patience sied bien au pouvoir suprême. » (v. 255)
- « Quod non vetat lex, hoc vetat fieri pudor. » « Ce que la loi permet, l'honneur quelquefois le défend. » (v. 335)
- « Minimum decet libere cui multum licet. » « Plus on a de pouvoir, moins on en doit abuser. » (v. 337)
- « Optanda mors est sine metu mortis mori. » « La mort la plus désirable est la plus imprévue. » (v. 870)

## Postérité
Racine écrit dans une préface à Andromaque : « Toute la liberté que j'ai prise, ç'a été d'adoucir un peu la férocité de Pyrrhus, que Sénèque, dans sa Troade, et Virgile, dans le second livre de l’Énéide, ont poussée beaucoup plus loin que je n'ai cru le devoir faire. » Mais l’importante influence de Sénèque sur Racine est bien décrite par John Lapp.

## Sources
- François-Régis Chaumartin, Sénèque. Tragédies, t. I', Paris, Les Belles Lettres, « Collection des Universités de France », 1996.
- Elaine Fantham, Seneca's Troades : literary introduction with text, translation and commentary, Princeton, 1982.
- Atze J. Keulen, Annaeus Seneca Troades : introduction, text, and commentary, Köln, Brill, 2001.
- Marie-Hélène François-Garelli & Jean-Claude Bastos, Sénèque. Les Troyennes, PUM, 1991.
- Marie-Hélène François-Garelli, « Le Personnage entre deux regards : réflexions à partir des Troyennes de Sénèque », Pallas, no 38, 1992, p. 397-407.
- Guillaume Flamerie de Lachapelle, « Clementia et raison d’état : l’idéal monarchique dans Les Troyennes de Sénèque », C&M, no 62, 2011, p. 169-184 ; https://www.academia.edu/1578761/_Clementia_et_raison_d_%C3%89tat_l_id%C3%A9al_monarchique_dans_les_Troyennes_de_S%C3%A9n%C3%A8que_.
- Pascale Paré-Rey, « Narration et description dans le Rudens de Plaute et dans Les Troyennes de Sénèque », dans M. Briand (dir.), La Licorne, no 101 : « La Trame et le tableau. Poétiques et rhétoriques du récit et de la description dans l’Antiquité grecque et latine », PUR, 2013, p. 281-295.